# عبدالناصر صلیل
عبدالناصر صلیل (عربی: عبد الناصر صليل؛ زادهٔ ۲ سپتامبر ۱۹۸۱) بازیکن فوتبال اهل لیبی بود.
وی همچنین در تیم ملی فوتبال لیبی بازی کرده‌است.